# Rui Luís
Rui Luís  da Conceição Silva, mais conhecido por Rui Luís (Roma, 28 de Fevereiro de 1935 - Azóia de Baixo, 9 de Julho de 2003) foi um actor português.
Ficou conhecido principalmente pela sua participação na série da RTP As Lições do Tonecas, onde fazia o papel de Artur Lopes, o pai do Menino Tonecas.
Rui Luís começou a sua longa carreira como actor de rádio em 1954, na extinta Emissora Nacional. No ano seguinte, estreou-se no cinema com o filme alemão Um Guia Turístico em Lisboa. Em 1956 venceu o concurso À procura de um actor, iniciativa de Vasco Morgado e do Diário de Notícias, e por isso, foi convidado para o elenco da peça de Nicolai Gogol, O Inspector Geral, no Teatro Nacional D. Maria II. Ainda em 1957, estreou-se na revista, no Teatro ABC e participou na sua primeira peça de teatro em televisão.

## Televisão

### Elenco principal
- Oficial da Polícia em A Hora da Liberdade, SIC 2000
- Justiniano Amado em O Conde de Abranhos, RTP 2000
- Queirós em Alves dos Reis, RTP 2000
- Rifas em Ballet Rose, RTP 1998
- Eliseu em Primeiro Amor, RTP 1995
- Vendedor em Corte de Cabelo, SIC 1995
- Mestre Artur em  Verão Quente, RTP 1993-1994
- Romão em  Cinzas, RTP 1992-1993
- Bilheteiro em O Cacilheiro do Amor, RTP 1990
- Hipólito em Um Solar Alfacinha, RTP 1989
- Custódio em Caixa Alta, RTP 1989
- Coelho em Passerelle, RTP 1988-1989
- Pai de Armando em A Mala de Cartão, RTP 1988
- Fonseca em Os Homens da Segurança, RTP 1988
- Rafael em Lá em Casa Tudo Bem, RTP 1987-1988
- Cobardias, RTP 1987
- Osvaldo Moreira em  Palavras Cruzadas, RTP 1986
- Leopoldo em Chuva na Areia, RTP 1985
- Havaneza Man em A Tragédia da Rua das Flores, RTP 1981

### Participação especial
- Deputado em Lusitana Paixão, RTP 2003
- Cuidado com as Aparências, SIC 2002
- Camilo, o Pendura, RTP 2002
- Carniceiro em O Espírito da Lei, SIC 2001
- Querido Professor, SIC 2001
- O Processo dos Távoras, RTP 2001
- A Raia dos Medos, RTP 2000
- A Loja do Camilo, SIC 2000
- O Fura-Vidas, SIC 1999
- Armando em Esquadra de Polícia, RTP 1999
- Nós os Ricos, RTP 1998-1999
- Médico de Família, SIC 1998
- As Aventuras do Camilo, SIC 1997
- Artur Lopes, o pai de Tonecas em As Lições do Tonecas, RTP 1997
- Asdrúbal em Polícias, RTP 1997
- Camilo & Filho Lda., SIC 1995
- Horácio em Nico D'Obra, RTP 1993-1994
- Quem Manda Sou Eu, RTP 1990
- Romão em Sétimo Direito, RTP 1988

### Elenco adicional
- Augusto em Anjo Selvagem, TVI 2001

## Filmografia
- Manhã Submersa (1980)